# ارنست دبلیو. مک‌فارلند
ارنست ویلیام مک‌فارلند (به انگلیسی: Ernest William McFarland) سناتور سابق عضو حزب دموکرات ایالات متحده آمریکا بود. وی در سال ۱۹۴۱ تا ۱۹۵۳ میلادی سناتور ایالت آریزونا در سنای ایالات متحده آمریکا بود.